# 伊志嶺朝秋
伊志嶺 朝秋（いしみね あさあき、1949年11月4日 - ）は、日本の柔道家（八段）。広島県広島市出身。得意技は大外刈、巴投げ。

## 経歴
広島県広島市に次男として生まれる。両親は沖縄県出身で戦時中に広島に疎開した。ルーツは沖縄である。中学校から柔道を始め、崇徳高等学校卒業後には富士製鐵広畑製鐵所に就職するも、東洋大学に入り直した。
現役時代は南喜陽、川口孝夫、園田義男と軽量級で激しく競ったが、オリンピック出場は果たせなかった。
現役引退後は指導者となり、全日本柔道連盟入りして連盟広報委員会の委員を務めており、海外での柔道指導も行っている。

## 戦歴
- 1972年
  - 世界学生選手権大会（ロンドン）63kg級　優勝
  - 同大会（団体）優勝
  - 国民体育大会（鹿児島）優勝
- 1974年 - ソビエト国際大会（トビリシ）63kg級　優勝
- 1975年 - プレ世界選手権大会（ウィーン）70kg級　準優勝
- 1977年 - 国民体育大会（福井）優勝

## 指導歴
- 1977年 - ベルギーナショナルコーチ
- 1980年 - IOC柔道部門指導者・オセアニア地域ニュージーランド等6カ国指導
- 1990年 - 東南アジア地域インドネシア・マカオ等7カ国指導
- 1992年 - 東洋大学柔道部監督
- 2009年 - 慶応義塾中等部指導
- 2010年 - モンゴル指導者セミナー講習
- 2011年 - 香港指導者セミナー講習
- 2012年 - マカオナショナルコーチ

## 職歴
- 1968年 - 富士製鉄広畑入社
- 1973年 - 日本中央競馬会入会
- 2007年 - JRA健康保険組合理事長
- 2011年 - 日本馬術連盟監事